# Новозарянский
Новозарянский — посёлок в Октябрьском районе Ростовской области.
Административный центр Мокрологского сельского поселения.

## География

### Улицы
- ул. Дзержинского,
- ул. Калинина,
- ул. Крупской,
- ул. Ленина,
- ул. Речная,
- ул. Степная,
- ул. Транспортная,
- ул. Хорошевской.

## История
В 1987 году указом ПВС РСФСР хутору совхоза «Комсомолец» присвоено наименование посёлок Новозарянский.

## Население
| 2010 |
| ---- |
| 965  |